# Ровіна (Бренішка, Хунедоара)
Ровіна (рум. Rovina) — село у повіті Хунедоара в Румунії. Входить до складу комуни Бренішка.
Село розташоване на відстані 307 км на північний захід від Бухареста, 10 км на північний захід від Деви, 113 км на південний захід від Клуж-Напоки, 122 км на схід від Тімішоари.

## Населення
За даними перепису населення 2002 року у селі проживали 209 осіб, з них 208 осіб (99,5%) румунів. Усі жителі села рідною мовою назвали румунську.